# Зоопарк Злина
Зоопарк Злина (чеш. Zoologická zahrada Zlín) — зоопарк, расположенный в 10 км к северо-востоку от чешского города Злин на территории природного заповедника Лешна. После пражского является вторым по посещаемости зоопарком Чешской Республики.

## История
В 1804 году граф Ян Йозеф Сейлерн на холме Лешна начал строительство замка. На окружающей его территории граф занялся разведением фазанов, а чуть позже построил конезавод и стал разводить лошадей. В начале XX века потомок Яна Йозефа основал в замке музей естественных наук и начал завозить экзотических птиц и животных. В 1939 году в связи с началом Второй мировой войны и смертью графа развитие парка прекратилось.
После окончания войны парк на холме Лешна был национализирован и в 1948 году на его месте открылся муниципальный зоопарк. На протяжении 70—80-х годов количество представленных видов животных значительно увеличилось, а к середине 90-х зоопарк значительно обновился: здесь появились отдельные тематические экспозиции, ресторан, детский уголок, магазин сувениров и прочая инфраструктура.

## Экспозиции
Территория зоопарка, в котором обитают более 200 видов животных, разделена на тематические экспозиции. В каждой из них представлена фауна Африки, Азии, Америки, Австралии, а также экспозиция вокруг замка Лешна.

### Африка
Павильоны Африки имеют виды родных мест обитания, где в больших загонах живут млекопитающие и птицы африканских саванн, полупустынь и эфиопских гор: антилопы, пятнистые гиены, лемуры, львы, белые носороги, африканские слоны, зебры, жирафы, удавы, фламинго, пеликаны, попугаи, туканы и прочие представители фауны. Главный павильон этой экспозиции стилизован под традиционную африканскую хижину.

### Азия
В азиатском сегменте зоопарка среди многочисленных водоёмов, водопадов и бамбуковой рощи обитают гиббоны, тапиры, верблюды, красные панды, уссурийские тигры. Также в 2014 году здесь открылся крупнейший в Чехии японский сад.

### Америка
На территории американского сектора представлены обитатели джунглей, пампасов и болот, характерных для Южной и Центральной Америк: мартышки, капибары, муравьеды, аллигаторы, удавы, попугаи, чибисы, цапли. Кроме того, можно полюбоваться на копии скульптур древнейшей цивилизации майя.

### Австралия
Павильоны австралийской экспозиции раскрашены в характерном для народов этой части света стиле. В них представлены уникальные для Австралии и прилегающих к ней островов виды животных: кенгуру, эму, собаки динго, киви и попугаи кеа.

### Замок Лешна
Вокруг построенного в английском стиле в XIX веке замка Лешна можно полюбоваться на традиционных европейских животных. Также тут расположены водоёмы для пингвинов и уток, террариум с саламандрами и ботанический сад с тропическими растениями. В 2014 году здесь открылся во многом уникальный для центрально-европейского региона павильон с бассейном для морских скатов, которых посетители даже могут покормить с рук.

## Галерея

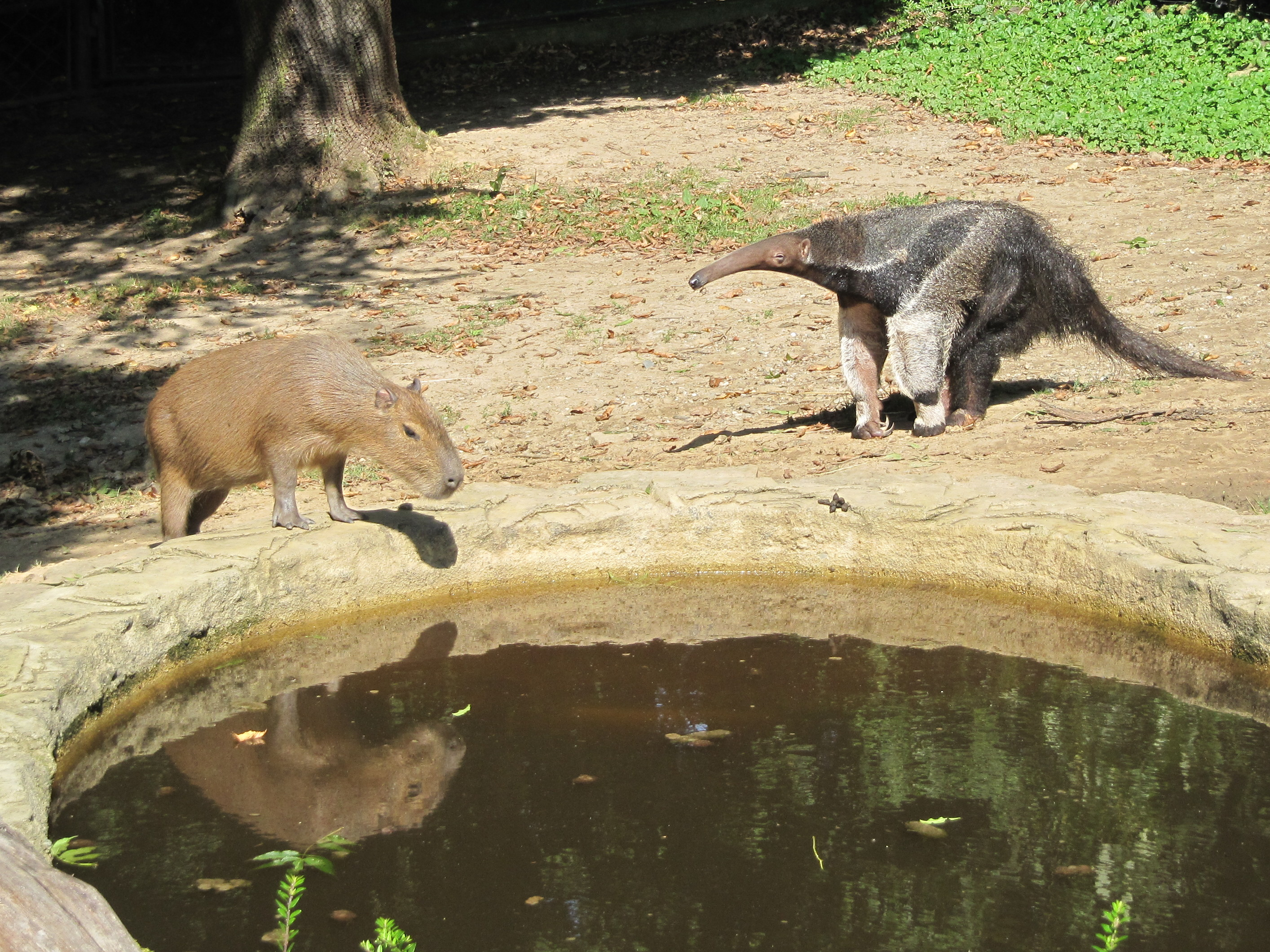
Капибара и гигантский муравьед
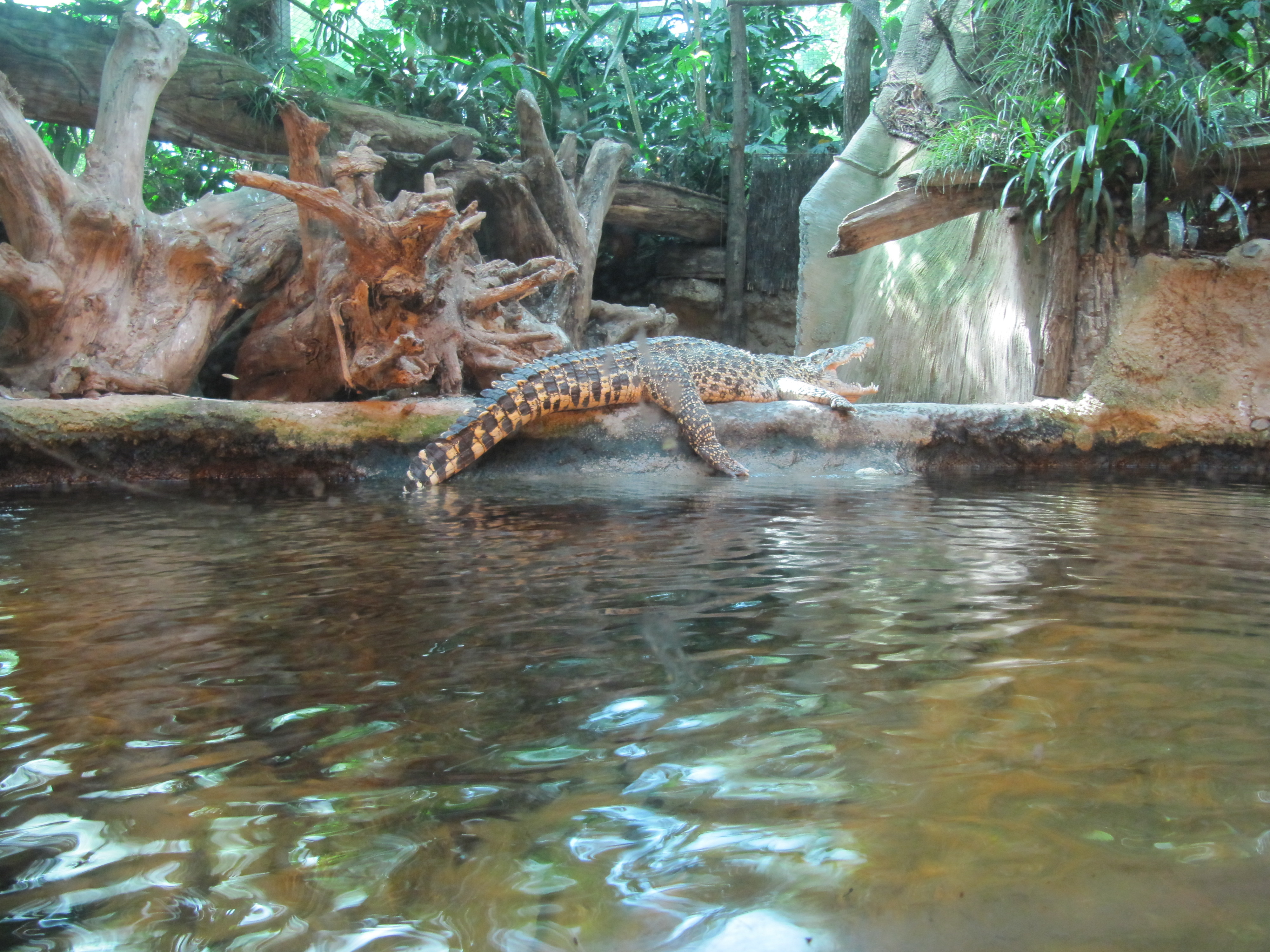
Миссисипский аллигатор
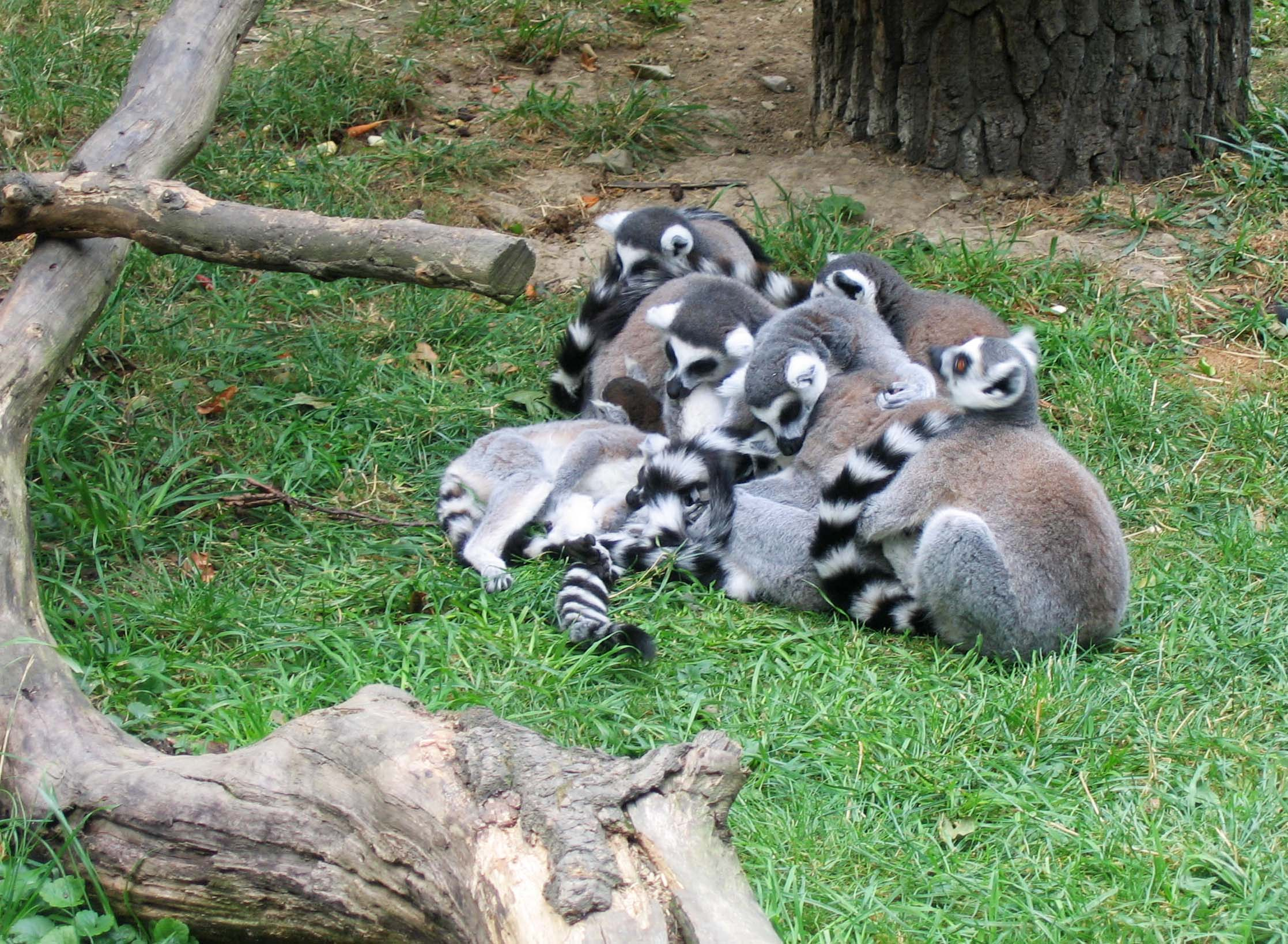
Кошачьи лемуры
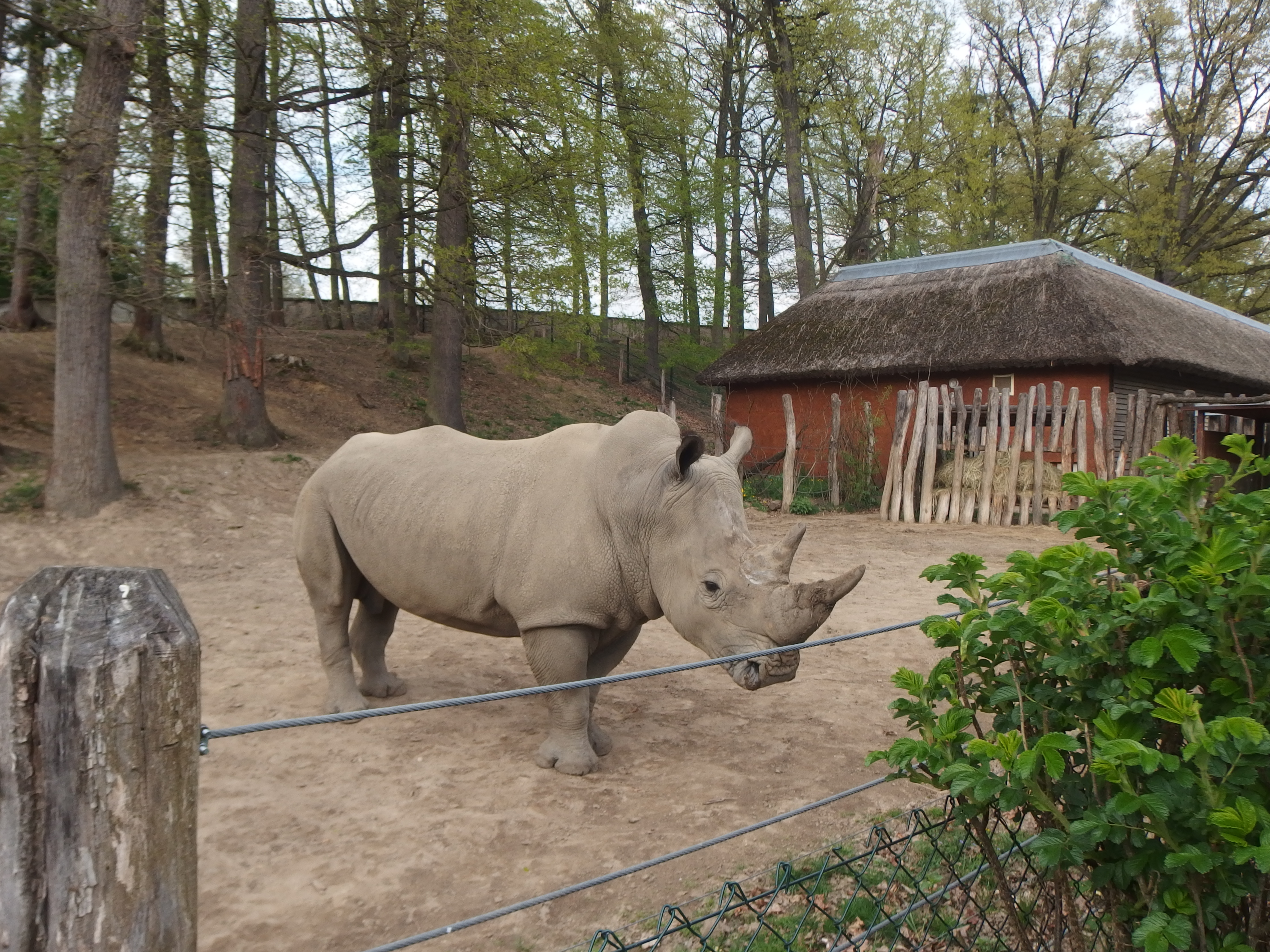
Белый носорог
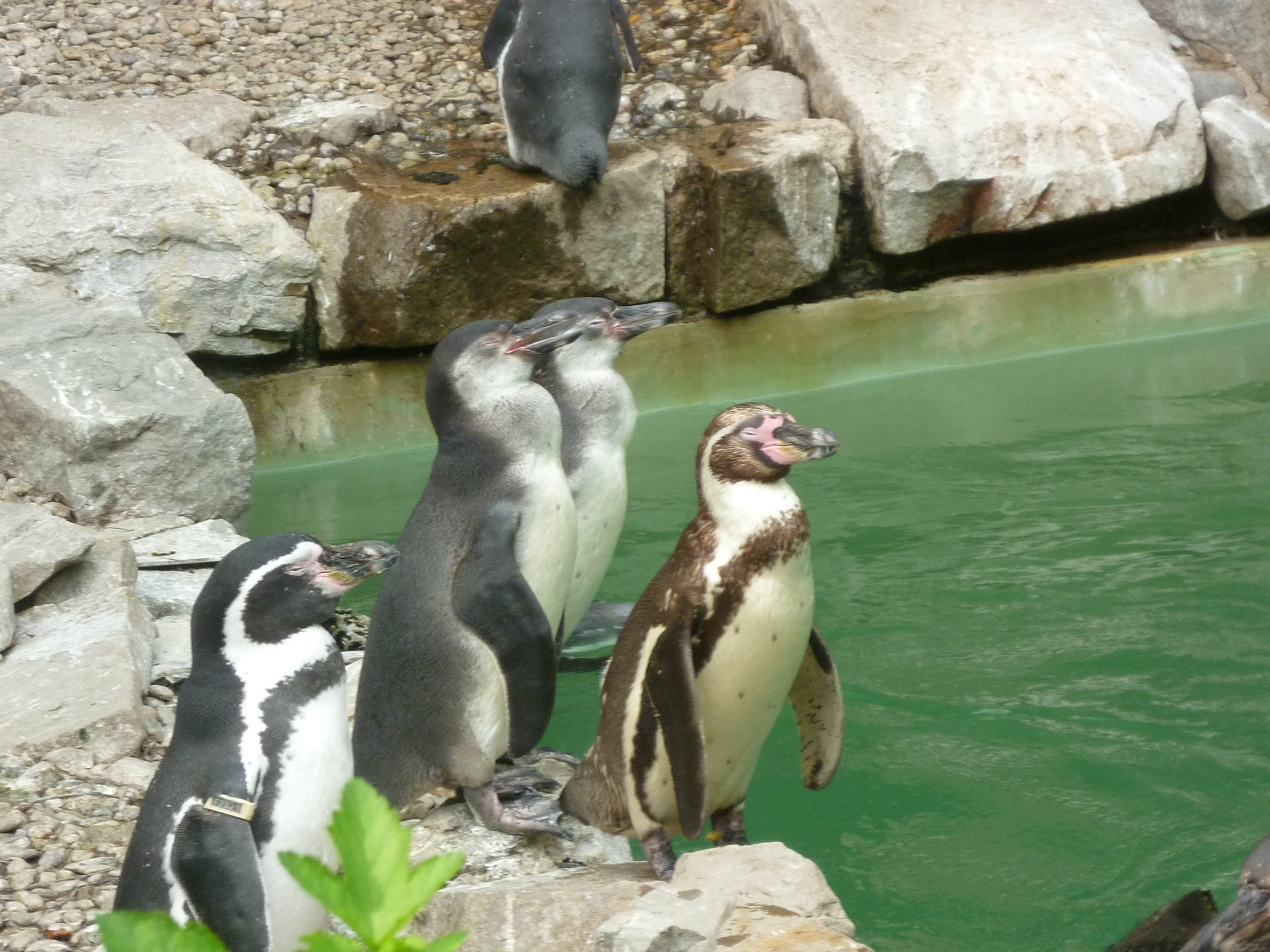
Пингвины Гумбольдта
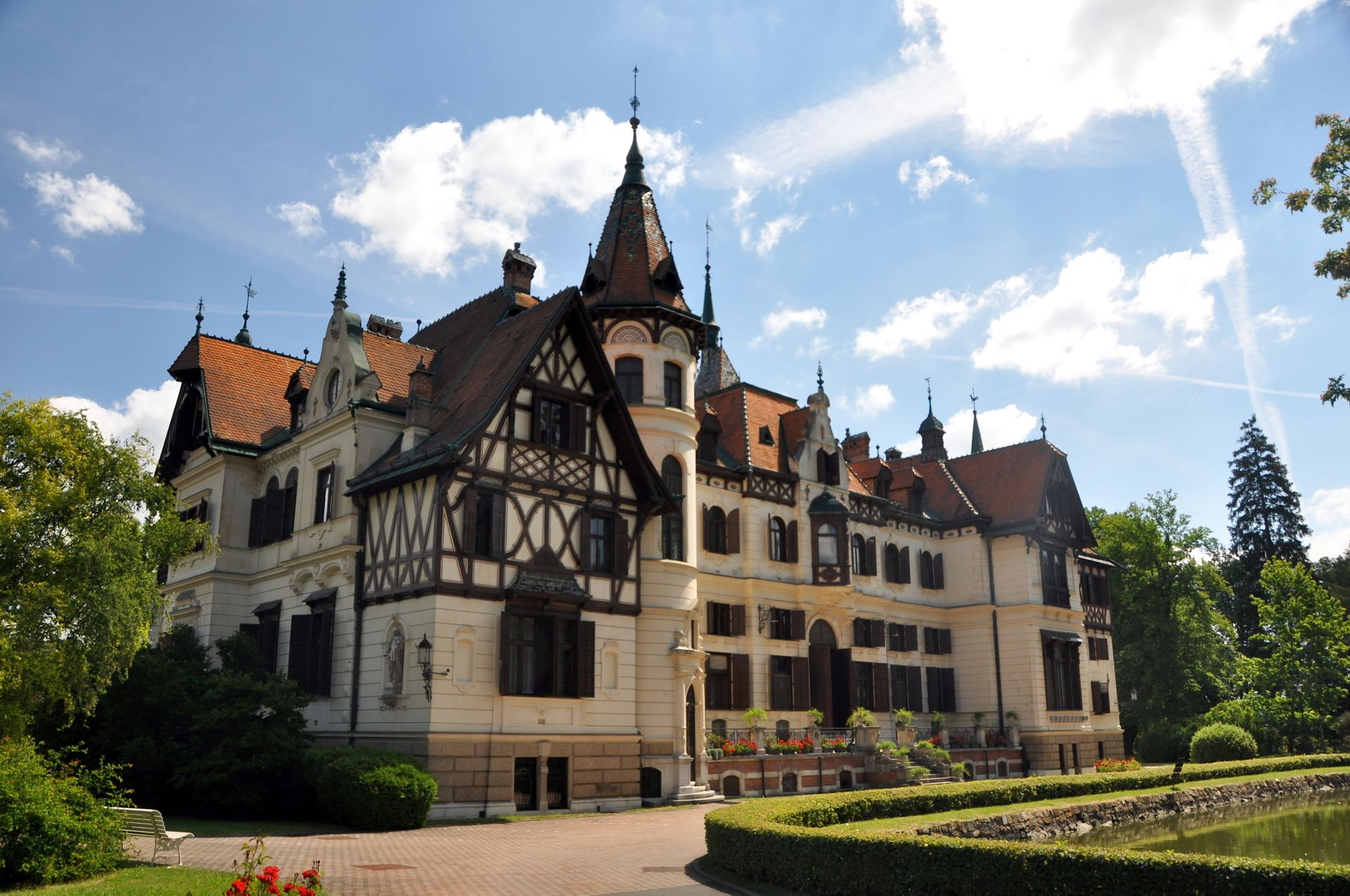
Замок Лешна